# Лісновичі
Лісно́вичі — село в Україні, у Львівському районі Львівської області. Найближче місто — Новояворівськ. Через усе село протікає річка Гноянець.

## Назва
У 1990 р. назву села Лісневичі було змінено на одну літеру.

## Історія
Перша згадка в документах датується 24 березня 1396 року. Але археологічні розкопки, що проводились в вісімдесятих роках минулого століття, виявили сліди давніх людських поселень віком приблизно вісім тисяч років . В селі збереглись фрагменти давніх земляних насипів, які підтверджують і старовинні польські мапи. До часів Речі Посполитої в Лісновичах було два водяних (можливо і вітрових), млини. Один з них стояв в західній частині села — навпроти теперішньої могили Січових Стрільців. Інший — в східній частині села. За час розробки Новояворівської «Сірки», у Ліновичах сталась техногенна катастрофа, внаслідок якої зникла вода в криницях, а також зникло сірководневе джерело, з якого брала початок річка Вонячка (Вонєчка).
Також, на відстані приблизно одного кілометра на північ від Ліснович, і на схід від Молошкович, згідно переказів, було місто Рудки (Рутки) .
На 1 січня 1939 року в селі мешкало 1310 осіб, з них 1100 українців-греко-католиків, 160 українців-латинників, 30 поляків, 10 євреїв, 10 німців.

## Сучасність
Населення становить 393 особи. Орган місцевого самоврядування — Речичанська сільська рада. У селі розташована дерев'яна церква Святого Пророка Іллі — з 1946 року належить до УПЦ МП, а з 2019 року до УПЦ Київського патріархату. Є також храм УГКЦ на честь Покрови Пресвятої Богородиці. Варто відзначити, що за час підпорядкування Речичанській сільській раді, Лісновичі не зазнали значного розвитку.

## Галерея

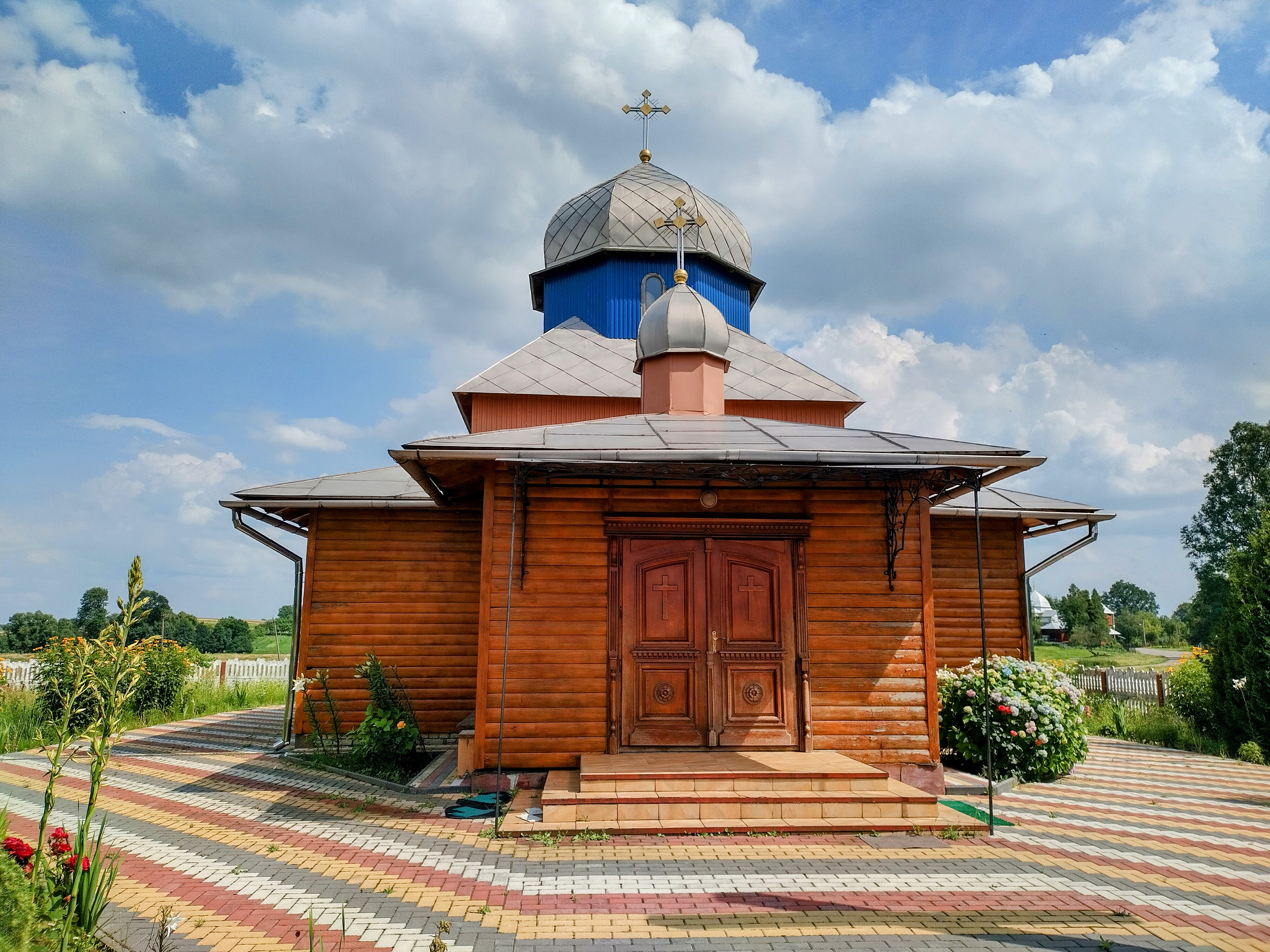
Церква Покрови Пресвятої Богородиці
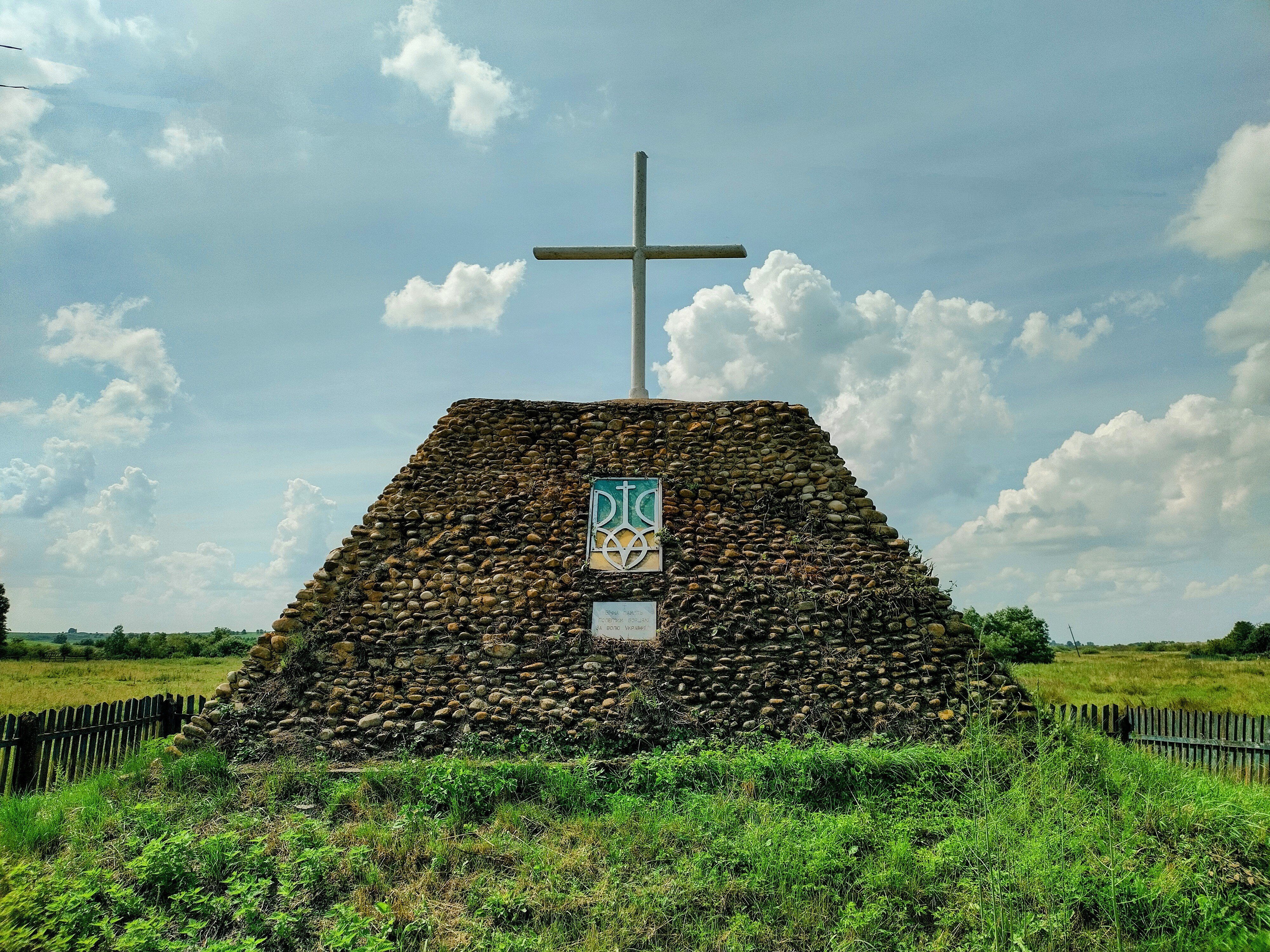
Меморіал "Борцям за волю України"